# (5044) Shestaka
(5044) Shestaka es un asteroide perteneciente al cinturón de asteroides, descubierto el 18 de agosto de 1977 por Nikolái Stepánovich Chernyj desde el Observatorio Astrofísico de Crimea (República de Crimea).

## Designación y nombre
Designado provisionalmente como 1977 QH4. Fue nombrado Shestaka en honor a Ivan Sofronovich Shestaka, científico principal y jefe del Departamento de Cometas y Meteoros del Observatorio Astronómico de la Universidad de Odessa.

## Características orbitales
Shestaka está situado a una distancia media del Sol de 2,240 ua, pudiendo alejarse hasta 2,477 ua y acercarse hasta 2,003 ua. Su excentricidad es 0,105 y la inclinación orbital 5,842 grados. Emplea 1225,21 días en completar una órbita alrededor del Sol.

## Características físicas
La magnitud absoluta de Shestaka es 13,1. Tiene 6,437 km de diámetro y su albedo se estima en 0,204.